# Birgit Thumm
Birgit Thumm (* 3. Juli 1980 in Heidenheim an der Brenz) ist eine ehemalige deutsche Volleyball-Nationalspielerin. Während ihrer aktiven Zeit galt sie als technisch beste deutsche Universalspielerin.

## Karriere
Birgit Thumm begann ihre Laufbahn mit 10 Jahren beim TSV Herbrechtingen in der Schul-AG des Buigengymnasiums. Mit 14 Jahren wechselte sie ins Volleyballteilzeit Internat des TV Creglingen, bei dem sie 1995 als jüngste Bundesligaspielerin ihr Debüt in der 1. Volleyball-Bundesliga gab. 1999 wechselte sie zum Aufsteiger SSV Ulm 1846, den sie nach einem Jahr wieder verlassen hat. Aus sportlichen Gründen wechselte sie im Jahr 2000 zur DJK Karbach. 2003 kam sie schließlich zum Bundesligisten USC Münster. Nach der Vizemeisterschaft mit dem USC wechselte sie 2003 zu den Roten Raben Vilsbiburg. In der Spielzeit 2007/08 spielte Birgit Thumm aus gesundheitlichen Gründen beim Zweitligisten Allianz Volley Stuttgart und dank ihrer langjährigen Volleyballerfahrung erreichte man den Aufstieg in nur einem Jahr ins Oberhaus der 1. Bundesliga. Von 2008 bis 2011 spielte sie beim deutschen Pokalsieger VfB 91 Suhl. Seit 2011 ist Birgit Thumm Spielertrainerin beim SSV Ulm 1846, mit dem sie 2012 als in die Dritte Liga Süd aufstieg. Als Trainerin leitet sie seit 2013 die Nachwuchsarbeit in ihrem Heimatort Herbrechtingen.
1999 feierte sie bereits ihr Debüt in der A-Nationalmannschaft und erreichte im gleichen Jahr bei der EM in Italien den vierten Rang. Bei der weniger erfolgreichen EM 2001 war sie ebenfalls in der DVV-Auswahl dabei. Nach der enttäuschenden WM 2002 im eigenen Land musste Thumm Anfang 2003 wegen eines Abrisses der Achillessehne eine längere Pause einlegen, so dass sie nicht bei der EM in der Türkei mitwirken konnte, bei der die Mannschaft den dritten Platz belegte. Bei den Olympischen Spielen in Athen war die auf mehrere Positionen bewährte Volleyballerin jedoch wieder fit. Bei der WM 2006 in Japan reichte es nur zum elften Platz. Aufgrund einer bei diesem Turnier zugezogenen Knieverletzung trat sie anschließend aus der Nationalmannschaft zurück.